# Zapalenie mózgu Rasmussena

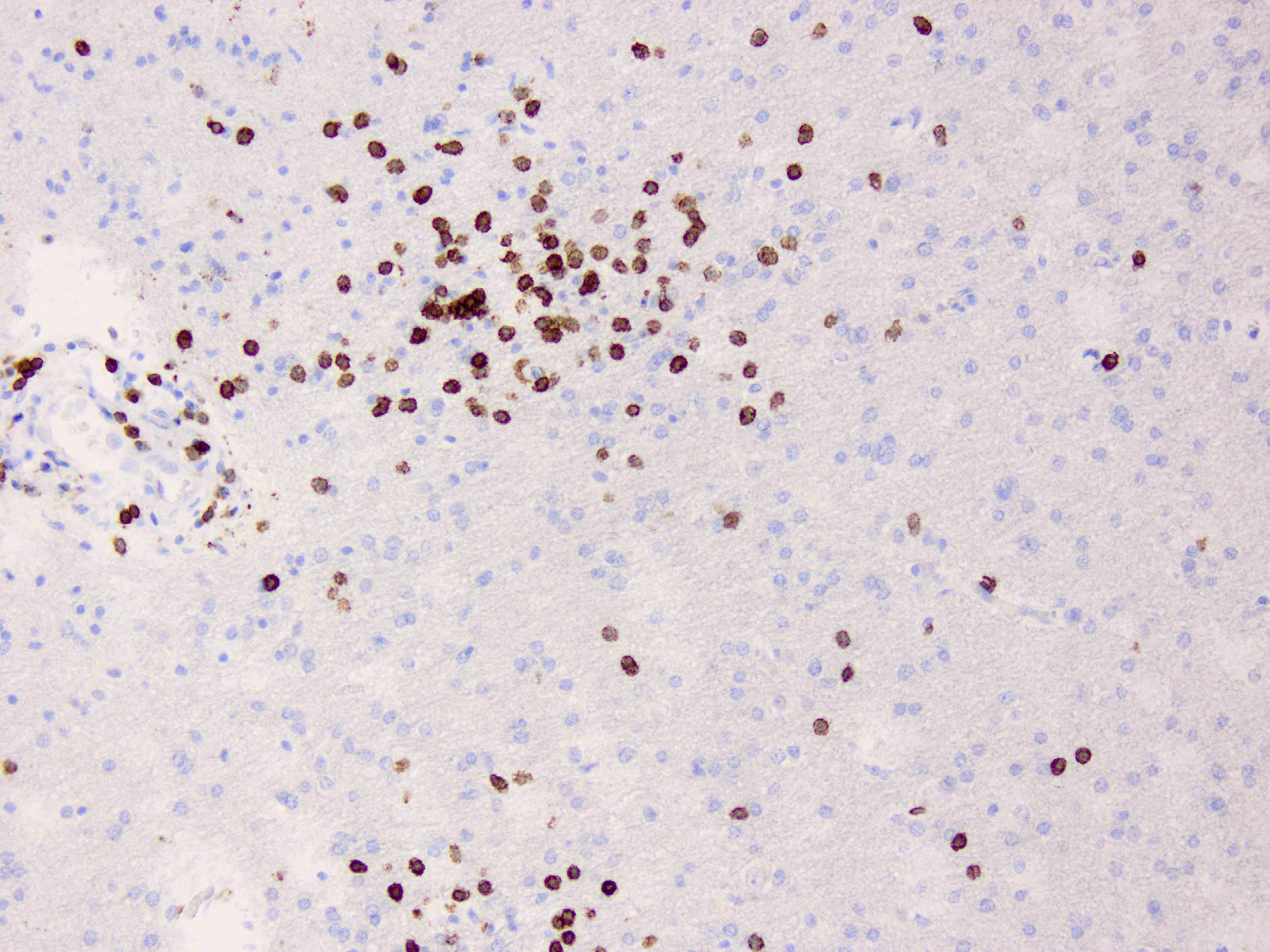
Preparat bioptatu mózgu dziecka z CFE, barwienie immunohistochemiczne na obecność antygenu CD8 uwidoczniło limofyty T cytotoksyczne

Zapalenie mózgu Rasmussena, zespół Rasmussena (ang. Rasmussen’s encephalitis, chronic focal encephalitis, CFE) – rzadkie przewlekłe, ogniskowe, zapalenie mózgu o niewyjaśnionej etiologii, które prowadzi do postępującego zaniku jednej półkuli mózgu. Na obraz kliniczny choroby składają się drgawki kloniczno-toniczne albo napady złożone częściowe i padaczka częściowa ciągła oraz postępujące porażenie połowicze (zwłaszcza u dzieci i młodzieży), zaburzenia funkcji poznawczych. U części pacjentów wykryto przeciwciała skierowane przeciwko receptorom glutaminianowym typu 3 (GluR3).
Chorobę opisał jako pierwszy Theodore Rasmussen i wsp. w 1958 roku.

## Epidemiologia
Zapalenie mózgu Rasmussena występuje głównie u dzieci i młodych dorosłych. Jej częstość występowania to około 2–3/10 000 000 dzieci, zapadalność jest szacowana na 2,4/10 000 000 osób poniżej 18 roku życia na rok. Nie donoszono o częstszym występowaniu u określonej płci czy grupy etnicznej.

## Etiologia i patogeneza
Etiologia i patogeneza zapalenia mózgu Rasmussena nie została wyjaśniona.
Proponowano podłoże autoimmunologiczne – wykrywa się autoprzeciwciała skierowane przeciw receptorowi glutaminergicznemu GluR3 i przeciw podjednostce alfa 7 neuronalnego receptora acetylocholinowego.
Ponadto obserwowano poprawę po gancyklowirze i wykryto genom wirusów CMV oraz HSV-1. Jednakże w badaniach ultrastukturalnych nie wykazano obecności cząstek wirusa.

## Badania dodatkowe
Badania neuroobrazowe wykazują postępujący zanik płata skroniowego. W MR na wczesnym etapie choroby w obrazach T2 i FLAIR stwierdza się ogniska o podwyższonym sygnale w obrębie kory mózgu po stronie uszkodzonej. W późniejszych fazach choroby występują cechy połowiczego zaniku mózgu.
W badaniu neuropatologicznym makroskopowo wykazano cechy ogniskowego zaniku o różnym nasileniu.
Mikroskopowo cechy przewlekłego zapalenia mózgu z wieloogniskowymi naciekami zapalnymi, często zgrupowanymi wokół naczyń, złożonymi głównie z limfocytów T. Ponadto występują: neuronofagia, grudki mikroglejowe i cechy zgąbczenia z towarzyszącą reaktywną astroglejozą powierzchownych warstw kory. Zmiany są najbardziej nasilone w korze. Obserwuje się zanik komórek piramidowych formacji hipokampa. Charakterystyczna jest proliferacja naczyń włosowatych.
EEG: ogniskowe zwolnienie i potencjały padaczkokształtne po stronie uszkodzonej. EPC (padaczka ogniskowa ciągła – nawracające ogniskowe napady drgawkowe bez zaburzeń świadomości) jest często niewidoczne z odprowadzeń powierzchniowych.

## Leczenie
Leczenie farmakologiczne zwykle nieskuteczne. Hemisferektomia lub hemisferotomia – 90% dzieci, które były poddane tego typu leczeniu, było wolnych od napadów.